# Филипп Нянка
Филипп Нянька (? — уб. 1238)— владимирский воевода, глава гарнизона Москвы во время её обороны от монголов в январе 1238 года. Вероятно, был воспитателем (Нянка) княжича Владимира либо потомком воспитателя одного из предыдущих владимирских князей. Оборона Москвы от первого в истории города иноземного нападения длилась пять дней. Точные даты событий до нас не дошли. Известно, что до взятия монголами Москвы была взята Рязань 21 декабря, а к Владимиру монголы подошли 3 февраля.